# Ignacówka (Sainte-Croix)
Pour les articles homonymes, voir Ignacówka.
Ignacówka est une localité polonaise de la gmina et du powiat de Jędrzejów en voïvodie de Sainte-Croix.